# Lytocarpia crucialis
Lytocarpia crucialis är en nässeldjursart som först beskrevs av Jean Vincent Félix Lamouroux 1816.  Lytocarpia crucialis ingår i släktet Lytocarpia och familjen Aglaopheniidae. Inga underarter finns listade i Catalogue of Life.